# Geruchskino
Als Geruchskino (auch Riechkino) bezeichnet man eine Erweiterung des audiovisuellen Kinos um olfaktorische Sinnesreize.
Ein weiterer Ansatz zur Erweiterung des Effektspektrums des Kinofilms ist das Fühlkino, bei dem mit der Übertragung haptischer, d. h. fühlbarer Sinnesreize experimentiert wird, sowie das Bewegungskino, das beispielsweise als „Jahrmarktsbelustigung“ während der Bavaria Film Tour angewandt wird.
Technisch gesehen ist das Einsteuern von Gerüchen unproblematisch: Das DTS-System enthält einen Timecode, mit dem beliebige Effekte angesteuert werden können; problematisch ist dagegen die Geruchssynthese und vor allem die schnelle Luftumwälzung des Kinosaals, um eine Vermischung der unterschiedlichen Gerüche zu vermeiden.

## Geschichte und Entwicklung
Die ersten Versuche, den laufenden Bildern auf die Sprünge sinnlicher Empfindbarkeit zu helfen, wurden bereits 1906 von Samuel „Roxy“ Rothafel unternommen. Im Familientheater Forrest City, Pasadena, tunkte Rothafel Baumwolle in eine Rosenessenz und hängte diese während der Vorstellung des Wochenschaufilms über die Pasadena-Rose-Bowl-Spiele vor einen elektrischen Ventilator. Über die Reaktion ist nichts überliefert, bis auf Rothafels Enttäuschung wegen der raschen Duftverflüchtigung.
Ein Problem, mit dem sich auch andere herumschlagen mussten, etwa Albert E. Fowler, Manager eines Theaters in Boston, der 1929 für den Film Lilac Time eine Flasche Fliederparfüm ins Lüftungssystem goss, oder 1929 bei der Premiere von The Broadway Melody, bei der von der Decke synthetisches Orangenblütenparfüm gesprüht wurde.
Der wohl erste Geruchsfilm wurde 1940 im Odorated-Talking-Pictures-Verfahren (O.T.P.) von Hans E. Laube produziert; es handelte sich dabei um den Schweizer Spielfilm My Dream (Regie: Valerien Schmidely).
1954 entwickelte Morton Heilig die Idee des Sensorama-Verfahrens, das als erstes vollimmersives System gilt und ein Ansprechen möglichst vieler Sinne ermöglichte; er stellte seine Idee in dem Aufsatz The Cinema of the Future vor:

„Machen Sie die Augen auf, hören Sie, riechen und schmecken Sie, fühlen Sie die Welt in all ihren herrlichen Farben, ihrer räumlichen Tiefe, den Tönen, Gerüchen und Oberflächen – das ist das Kino der Zukunft!“

Sieben Jahre später konstruierte er ein solches Gerät dann tatsächlich.
1960 stellte Charles Weiss in New York das AromaRama-Verfahren vor; präsentiert wurde das Verfahren mit einem Dokumentarfilm über die chinesische Mauer (Behind the Great Wall, 1959).
Ebenfalls 1960 brachte Mike Todd jr., der Sohn des Bühnen- und Filmproduzenten Mike Todd, den Thriller Scent of Mystery im Smell-O-Vision-Verfahren in die Kinos – zumindest in Chicago, New York und Los Angeles, denn nur dort wurden die Kinos entsprechend umgerüstet.
1962 ließ Morton L. Heilig den Sensorama-Simulator patentieren; dabei handelte es sich allerdings nicht um ein vor Publikum projizierbares Filmverfahren mit Duftunterstützung, sondern eher um eine Art Kinetoskop für einen einzelnen Zuschauer bzw. „Mitriecher“.

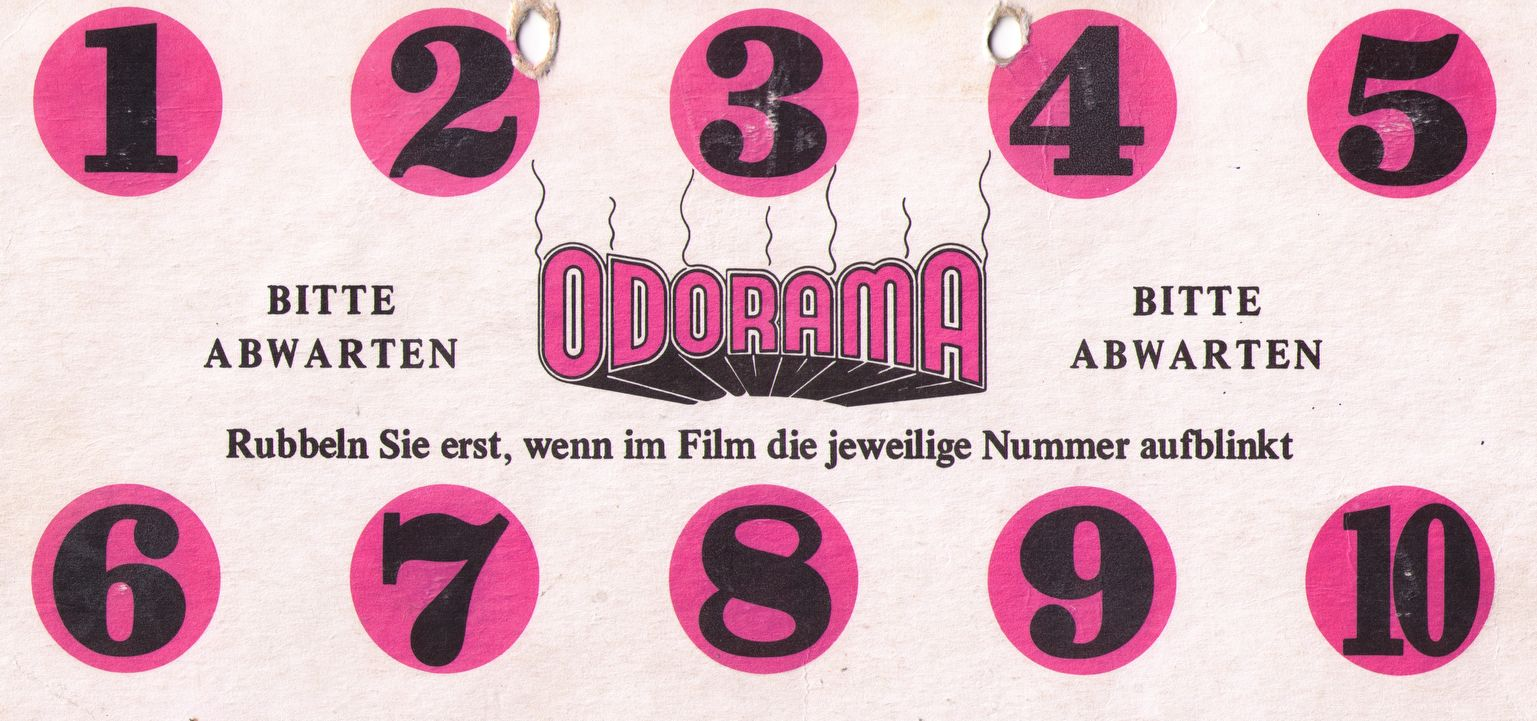
Odorama-Geruchskarte zum Film Polyester

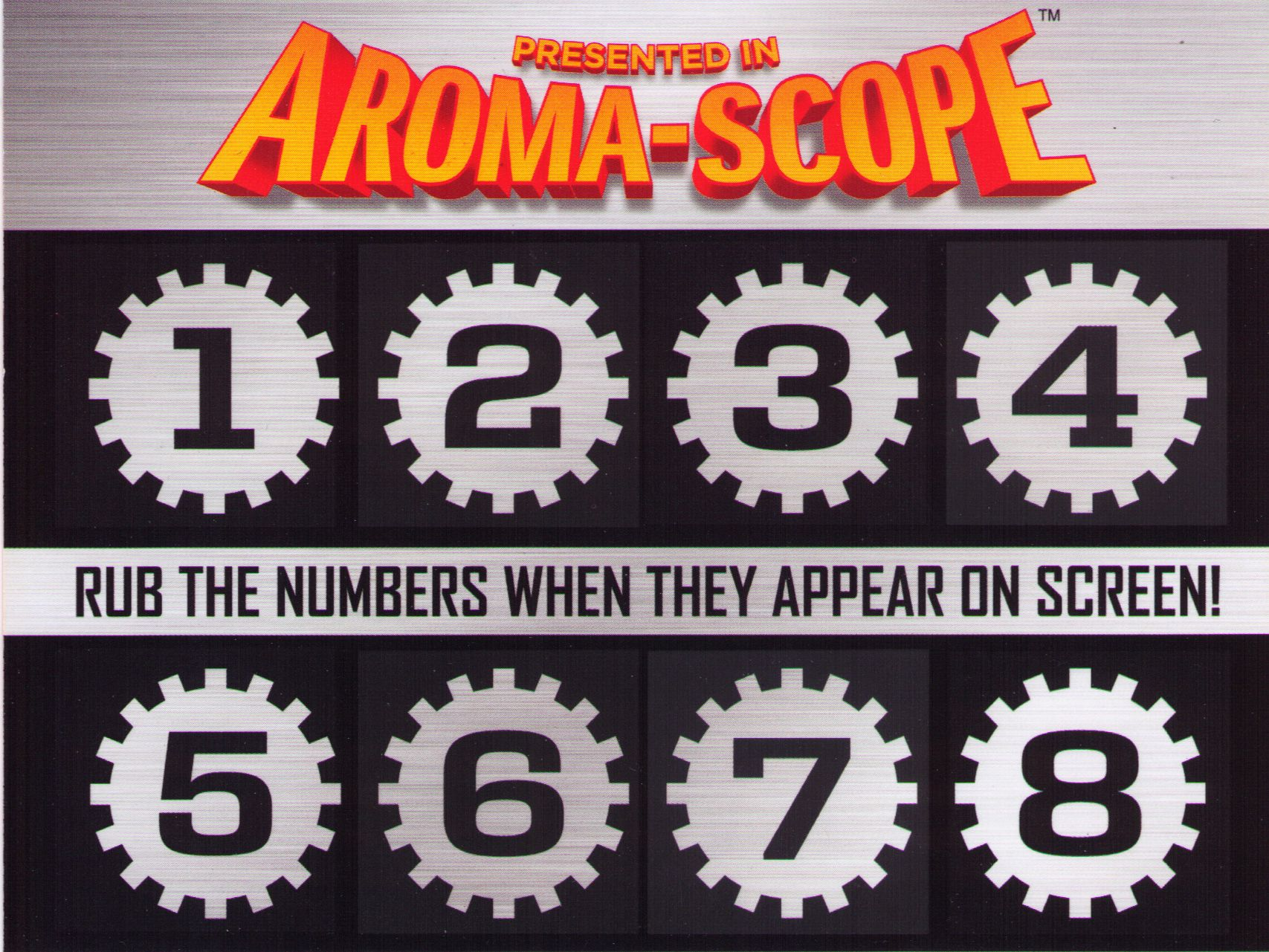
Aroma-Scope-Geruchskarte zum Film Spy Kids – Alle Zeit dieser Welt

1981 griff John Waters die Idee des Geruchskinos in seinem Film Polyester wieder auf; Gerüche wurden im Odorama-Verfahren übertragen, dabei handelt es sich um mit Duftstoffen imprägnierte Karten, an denen die Zuschauer an entsprechend gekennzeichneten Stellen des Films rubbeln mussten, um die Düfte freizusetzen.
1989 wurde im Pariser Filmpalast Grand Rex der Taucherfilm Le Grand Bleu (dt. Im Rausch der Tiefe) mit „Meeresgeruch“ aufgewertet.
2001 feierte der Duftfilm One Day Diet in München Premiere.
Mit einem mobilen Duftgerät, dem Sniffman, ausgestattet, können Kinobesucher den Kurzfilm One Day Diet mit der Nase erleben. Das Gerät von der Größe eines Walkmans strömt während der Vorstellung verschiedene Düfte aus. Allerdings äußerten mehrere Besucher, die gewünschten Effekte würden nicht so perfekt übertragen wie angekündigt. Die Düfte nach Seife, Parfüm und Pizza rochen Vielen zu chemisch. Das Publikum reagiert auf die Deutschland-Premiere des ersten „Duftkinos“ dennoch meist amüsiert.
Vom 17. Januar bis zum 14. Februar 2008 wurde der Trailer zum Film 27 Dresses in 14 Kinos der Kette CinemaxX mit Düften im Saal begleitet.
Am 3. Mai 2012 startete Spy Kids – Alle Zeit der Welt in deutschen Kinos, zum Film von Robert Rodriguez gibt es eine Rubbelkarte mit acht Duft-Feldern, das Verfahren nennt sich hier Aroma-Scope.
Im Sommer 2016 installierte Wolfgang Georgsdorf seine Duftorgel Smeller in Berlin im Rahmen des Osmodrama Festivals für Geruchskunst.  Neben anderen, nicht filmischen Darbietungen wurden vor allem der native Geruchsfilm NO(I)SE von Georgsdorf selbst sowie die mit Geruchssynchronisation versehenen Filme Die andere Heimat von Edgar Reitz und Continuity von Omer Fast gezeigt.

## Anwendungen und Reflexionen
Ende des 19. Jahrhunderts erwähnt Kurd Laßwitz in seiner utopischen Erzählung Bis zum Nullpunkt des Seins. Erzählung aus dem Jahre 2371 ein so genanntes Ododion („Geruchsklavier“), das „sich durch einen großen Umfang an Gerüchen aus[zeichnete]; es reichte von dem als unterste Duftstufe angenommenen dumpfen Keller- und Modergeruch bis zum Zwiblozin, einem erst im Jahre 2369 entdeckten äußerst zarten Odeur. Jeder Druck auf eine Taste öffnete einen entsprechenden Gasometer, und künstliche mechanische Vorrichtungen sorgten für die Dämpfung, Ausbreitung und Zusammenwirkung der Düfte“.
Aldous Huxley beschreibt in seinem dystopischen Roman Schöne neue Welt (Brave New World, 1932) ein so genanntes „Fühlkino“ (im englischen Original feelie), das ein synästhetisches Ganzkörper-Kinoerlebnis verschafft.
Eine parodistische Reflexion erfährt gleichermaßen das Geruchs- wie auch das Fühlkino in dem Film The Kentucky Fried Movie (1977) von John Landis, in dem eine Szene in einem „Feel-a-Rama“-Filmtheater spielt.
Walter Moers beschreibt in seinem Roman Das Labyrinth der Träumenden Bücher eine Theatervorstellung, die von einer passend zum Geschehen gespielten Duftorgel ungemein bereichert wird.